# Maria Cecília Gomes dos Reis
Maria Cecília Leonel Gomes dos Reis (São Paulo, 22 de dezembro de 1956) é uma filósofa, escritora, tradutora e professora universitária brasileira.  Estuda e publica ensaios e artigos sobre Aristóteles e outros temas e autores da filosofia antiga.

## Carreira
Possui graduação (1982), mestrado (1991, orientada por José Arthur Giannotti) e doutorado (1997, orientada por Pablo Rubén Mariconda) em Filosofia pela Universidade de São Paulo, possuindo também graduação em Artes plásticas (1980) pela Fundação Armando Álvares Penteado. 
Professora adjunta de História da filosofia antiga na Universidade Federal do ABC desde 2011, foi também professora de Ética no Instituto Brasileiro de Mercado de Capitais entre 1999 e 2011. 
Especialista na filosofia de Aristóteles, traduziu seu tratado De Anima, recebendo menção honrosa no Prêmio União Latina de Tradução Especializada de 2007.
Seu primeiro romance, O mundo segundo Laura Ni, de 2008, foi finalista do Prêmio São Paulo de Literatura na categoria autor estreante.